# Robert Chinnock
Robert James « Bob » Chinnock (né le 3 juillet 1943 à Wellington en Nouvelle-Zélande) est un botaniste australien qui a travaillé comme biologiste à l'herbier d'Australie-Méridionale (en). Il a pris sa retraite en 2008 mais continue à travailler en tant qu'associé de recherche honoraire.
Parmi ses thèmes de recherche figurent les plantes du genre Eremophila et des genres apparentés, les  Cactées à raquettes, particulièrement celles du genre Opuntia, et les fougères et lycopodes d'Australie.
Sa thèse de 1982 à l'université Flinders était consacrée aux Myoporaceae
Il est l'auteur d’Eremophila and allied genera: a monograph of the plant  family Myoporaceae (les plantes de ces genres sont maintenant toutes incluses dans la famille des Scrophulariaceae).